# Raúl González (pugile)
Raúl González Sánchez (5 giugno 1967) è un ex pugile cubano.

## Palmarès

### Olimpiadi
- 1 medaglia:
  - 1 argento (Barcellona 1992 nei pesi mosca)

### Mondiali dilettanti
- 1 medaglia:
  - 1 bronzo (Berlino 1995 nei pesi mosca)

### Giochi panamericani
- 1 medaglia:
  - 1 argento (Mar del Plata 1995 nei pesi mosca)